# Tasmanische Sprachen

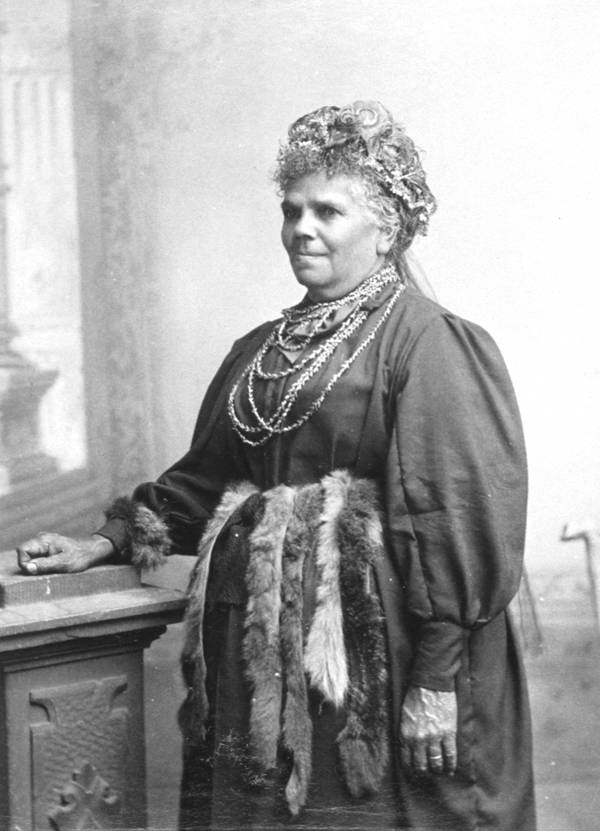
Die letzte Sprecherin Fanny Cochrane Smith

Die tasmanischen Sprachen waren die Sprachen der Ureinwohner Tasmaniens. Diese wurden im 19. Jahrhundert von den englischen Kolonisatoren innerhalb von 80 Jahren systematisch ausgerottet, damit waren auch die tasmanischen Sprachen ausgestorben.
Die letzte Sprecherin einer tasmanischen Sprache war Fanny Cochrane Smith. Von ihr existieren auch zwei Wachszylinder mit tasmanischen Liedern. Es sind die einzigen muttersprachlichen Dokumente der tasmanischen Sprache und Musik.

## Die tasmanische Sprachgruppe und ihre Beziehungen
Man geht davon aus, dass zu Beginn des 19. Jahrhunderts etwa 5.000 Tasmanier rund zehn verschiedene Sprachen gesprochen haben. Die Aufzeichnungen über diese Sprachen sind äußerst dürftig und fehlerhaft. Gesammelt liegen sie vor bei Plomley 1976, die Hälfte des Materials stammt von George August Robinson und wurde 1829–34 aufgezeichnet, aber erst in den 1950er Jahren wiederentdeckt. Fast die gesamten Aufzeichnungen (Seefahrer, Siedler, Material aus den Konzentrationslagern) bestehen aus einfachen kurzen Wortlisten, die ohne jegliche linguistische Kompetenz nach dem Gehör aufgezeichnet wurden.
Wegen der Dürftigkeit des Materials ist nicht einmal klar, ob die tasmanischen Sprachen genetisch miteinander verwandt waren und eine einzige oder mehrere Sprachfamilien bildeten.
Auch die externen Beziehungen der tasmanischen Sprachen sind nicht geklärt (und werden wohl auch nicht geklärt werden können). Tasmanien wurde bereits vor mindestens 35.000 Jahren von Norden aus über die damals existierende Festlandverbindung zu Australien besiedelt. Die Überflutung der Bass-Straße durch Erhöhung des Meeresspiegels am Ende der letzten Eiszeit vor etwa 12.000 Jahren isolierte die Tasmanier von den Bewohnern des australischen Kontinents, so dass kulturelle und technische Innovationen nicht mehr ausgetauscht werden konnten. Dennoch ist es wahrscheinlich, dass die tasmanischen Sprachen mit den australischen Sprachen entfernt verwandt sind, wenn auch kaum gemeinsame Wortwurzeln identifiziert werden konnten. Crowley-Dixon drückten es 1981 so aus: „All we can say, is that there is no evidence that Tasmanian languages were not related to languages spoken on the mainland“ („Alles, was wir sagen können, ist, dass es keine Belege dafür gibt, dass die tasmanischen Sprachen nicht mit den auf dem [australischen] Festland gesprochenen Sprachen verwandt waren“).
Nach Joseph Greenberg sind die tasmanischen Sprachen zwar nicht mit den australischen, aber mit den geographisch weit entfernten Papuasprachen und den andamanischen Sprachen verwandt. Diese sog. indopazifische Hypothese Greenbergs wird allgemein abgelehnt.

## Einzelsprachen
Bei der Dürftigkeit des Materials ist eine Identifizierung einzelner Sprachen natürlich sehr problematisch. Crowley-Dixon 1981 kommen zu mindestens sechs, maximal acht Einzelsprachen, die durch ihre geographische Lage definiert sind. Originalnamen sind in keinem Fall erhalten geblieben.

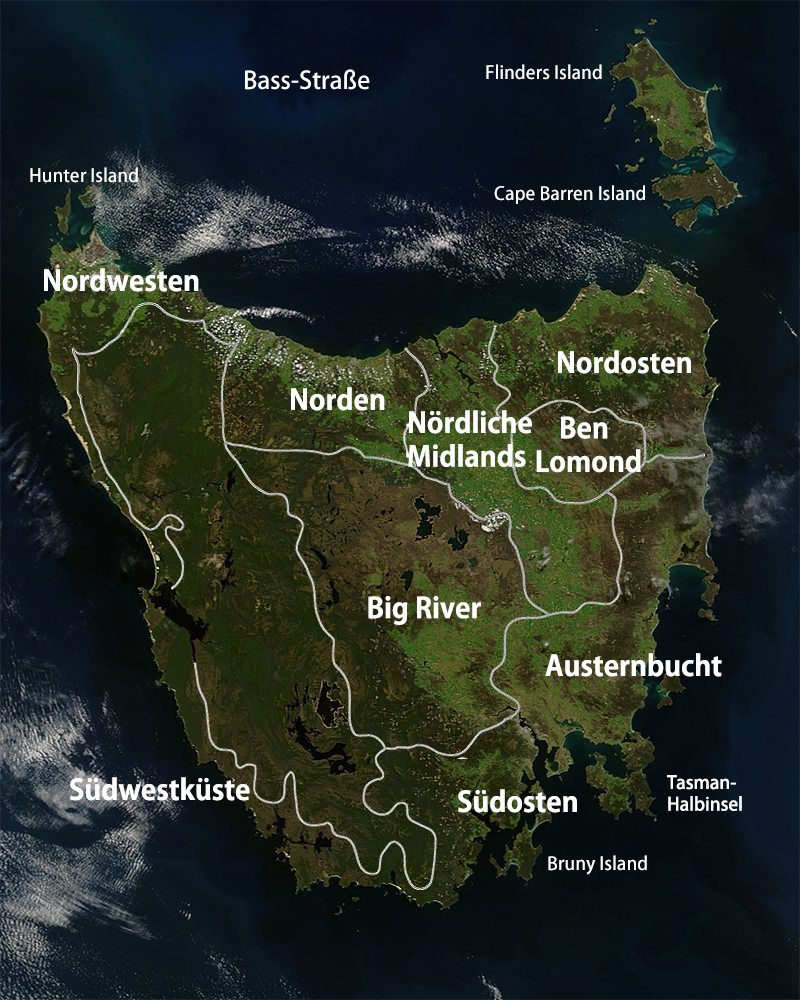
Die ungefähre ethnische Gruppierung im vorkolonialen Tasmanien.

- Zentral-Tasmanisch †   Dialekte: Oyster Bay, Big River, Little Swanport
- Südost-Tasmanisch †
- Nordost-Tasmanisch †   Dialekte: Piper River, Cape Portland, Ben Lomond; Nord
- North Midlands-Tasmanisch †
- Port Sorell-Tasmanisch †
- Nordwest-Tasmanisch †   Dialekte: Nordwestküste, Robbins Island, Circular Head
- Südwest-Tasmanisch † (unsicher)
- Macqarie Harbour-Tasmanisch † (unsicher)

## Sprachliche Charakteristik
Bei der schon mehrfach angesprochenen Dürftigkeit des vorliegenden Materials ist es äußerst schwierig, substantielle Aussagen über die Eigenschaften der tasmanischen Sprachen zu machen. Die folgenden Bemerkungen basieren auf Crowley-Dixon 1981.
Das phonologische System scheint dem der australischen Sprachen geglichen zu haben: es gab mindestens vier Verschlusslaut-Serien (bilabial, apico-alveolar, laminal und dorso-velar), einen Lateral, zwei r-Laute und zwei Halbvokale. Alle Verschlusslaute können nasaliert werden. Wörter bestehen in der Regel aus zwei Silben, Konsonantenhäufung ist im Wortinnern häufig, am Wortanfang selten.
Die Morphologie war suffigierend, allerdings ist es kaum möglich, die Funktionen isolierbarer Suffixe zu verstehen. Über syntaktische Funktionen und ihre Markierung (Kennzeichnung) sowie über die grundlegende Wortstellung im Satz lassen sich kaum Aussagen machen. (Die wenigen Sätze, die aufgezeichnet wurden, scheinen SVO nahezulegen.) Das Adjektiv folgt seinem Nomen.
Zwei Pronomina sind identifizierbar. Südost-Tasmanisch lauten sie mina „ich“ und nina „du“, in den anderen Sprachen sind die entsprechenden Formen oft sehr abweichend, die /m/-/n/-Opposition bleibt aber erhalten.

## Rekonstruktionsversuch Palawa Kani
Trotz der äußerst geringen erhaltenen Quellen versuchen einige Tasmanier heute, ihre verloren gegangenen Sprachen zu rekonstruieren. Das Ergebnis ist eine Kompositsprache namens Palawa Kani, die auf Basis der erhaltenen Wortlisten konstruiert wurde. Linguistisch ist diese äußerst fragwürdig, da die Wortlisten von sechs bis acht verschiedenen Sprachen stammen, von denen man nicht einmal weiß, ob sie genetisch verwandt sind. Praktisch ist es eine neue Kunstsprache. Bisher liegt keine Publikation der wissenschaftlichen Richtlinien dieses Projekts vor. Generell ist zu bemerken, dass eine seriöse Rekonstruktion einer ausgestorbenen Sprache auf einer solch extrem dürftigen Basis – wie sie in allen wissenschaftlichen Artikeln über tasmanische Sprachen beschrieben wird – unmöglich ist. Wenn gar von einer Verwendung der rekonstruierten Kunstsprache in Schulen oder bei Reden gesprochen wird, handelt es sich eher um folkloristische Aktionen zur Stärkung einer tasmanischen Identität, als um eine linguistisch begründete Sprachrekonstruktion.